# Радловићи
Радловићи су насељено мјесто у Босни и Херцеговини у општини Босанско Грахово које административно припада Федерацији Босне и Херцеговине. Према попису становништва из 1991. у насељу је живјело 53 становника.

## Становништво
| Националност       | 1991. | 1981. | 1971. | 1961. |
| Срби               | 53    | 63    | 102   | 163   |
| Југословени        |       | 2     |       |       |
| остали и непознато |       |       | 1     |       |
| Укупно             | 53    | 65    | 103   | 163   |

| Демографија | Демографија | Демографија |
| Година      | Становника  | Становника  |
| ----------- | ----------- | ----------- |
| 1961.       | 163         |             |
| 1971.       | 103         |             |
| 1981.       | 65          |             |
| 1991.       | 53          |             |